# Balahovit
Balahovit (en arménien Բալահովիտ ; jusqu'en 1968 Mhub) est une communauté rurale du marz de Kotayk, en Arménie. Elle compte 3 542 habitants en 2008.